# Lac Beauchamp
Lac Beauchamp är en sjö i Kanada.   Den ligger i regionen Outaouais och provinsen Québec, i den sydöstra delen av landet, 10 km nordost om huvudstaden Ottawa. Lac Beauchamp ligger 49 meter över havet. Arean är 0,11 kvadratkilometer.  Den sträcker sig 0,6 kilometer i nord-sydlig riktning, och 0,5 kilometer i öst-västlig riktning.
Omgivningarna runt Lac Beauchamp är en mosaik av jordbruksmark och naturlig växtlighet. Runt Lac Beauchamp är det tätbefolkat, med 397 invånare per kvadratkilometer.